# Basilisa
Basilisa is een gemeente in de Filipijnse provincie Dinagat Islands op het eiland Dinagat. Bij de laatste census in 2007 telde de gemeente ruim 31 duizend inwoners.

## Geografie

### Bestuurlijke indeling
Basilisa is onderverdeeld in de volgende 27 barangays:
| - Benglen - Catadman - Columbus - Coring - Cortes - Diegas - Doña Helene - Edera - Ferdinand - Geotina - Imee - Melgar - Montag - Navarro | - New Nazareth - Poblacion - Puerto Princesa - Rita Glenda - Roma - Roxas - Santa Monica - Santo Niño - Sering - Sombrado - Tag-abaca - Villa Ecleo - Villa Pantinople |

## Demografie
Basilisa had bij de census van 2007 een inwoneraantal van 31.363 mensen. Dit zijn 4.874 mensen (18,4%) meer dan bij de vorige census van 2000. De gemiddelde jaarlijkse groei komt daarmee uit op 2,36%, hetgeen hoger is dan het landelijk jaarlijks gemiddelde over deze periode (2,04%). Vergeleken met de census van 1995 is het aantal mensen met 7.222 (29,9%) toegenomen.

De bevolkingsdichtheid van Basilisa was ten tijde van de laatste census, met 31.363 inwoners op 92,68 km², 260,5 mensen per km².